# Kreidegrund
Kreidegrund oder Gesso ist eine leuchtende und saugende Grundierung, die heute meist auf Acrylbasis (Acrylkreidegrund) hergestellt wird. Obwohl Künstler-Grundierfarben die traditionellen Bezeichnungen übernommen haben, setzen sie sich nicht mehr aus den ursprünglichen Bestandteilen zusammen. In den Maleigenschaften sind sie jedoch mit herkömmlichen Kreidegründen vergleichbar. Verwendung finden sie in der Ölmalerei, der Vergoldung und als Grundierung für die farbige Fassung von Schnitzereien oder Gipsabgüssen.

## Traditionelle Grundierungsanstriche
Die Grundierung spielt beim Aufbau eines Anstrichs eine bedeutende Rolle. Ein Grundanstrich darf nie zu „fett“ sein, weil sonst die darauf folgenden Anstriche – wenn diese „magerer“ gehalten werden – Rissbildungen verursachen. Fertiganstriche sollten aber auch nicht überfettet sein, da sie zu Schrumpfungen neigen.
Leimtränke oder Leimwasser:
Die Leimtränke dient zum Abdichten des saugenden Untergrundes. Es können grundsätzlich alle tierischen Warmleime verwendet werden. Knochenleim hat allerdings gegenüber dem qualitativ hochwertigeren Hasenleim den Vorteil, dass sein niedrigerer Gelierpunkt eine größere Eindringtiefe zulässt. 60–80 Gramm Körnerleim (pulver- oder splitterförmig) in 1 Liter Wasser 24 Stunden quellen lassen und im Wasserbad auf circa 60 °C erwärmen. Die Leinwand sollte vor dem Grundieren mit Leimtränke vorgeleimt werden und anschließend gut trocknen. Als Ersatz für Leim kann man auch Acrylbinder verwenden und den Kreidegrund auf diese Weise herstellen.
Grundierungspigmente:
Die Grundierungspigmente setzen sich aus Füllstoffen und Zinkweiß zusammen. Als Füllstoffe kommen beste Schlämmkreide, Naturgips („Lenzin“, nicht etwa gebrannter Modellgips) und weißes Marmormehl infrage. Kreide ergibt feine, weiche Gründe, die etwas mehr Zinkweißzusatz benötigen. Gipsgründe sind härter und am hellsten. Marmormehl wird so hart und rau, dass sich die Pinsel beim Malen stark abnutzen – zumindest während der ersten Aufträge. Es ist hauptsächlich für Kasein-Grundierungen und -malereien in größerem Format geeignet.
Leim-Kreide-Grund:
Einen Teil Kreidemehl und ein Teil Zinkweiß in Pulverform mischen und in einem bis zwei Teilen purem Wasser klumpenfrei anrühren. Danach mit einem Teil warmem Leimwasser binden. Dieser Leim-Kreide-Grund wird mit dem Pinsel, in Abständen von je 1/4 Stunde und in zwei bis drei Lagen kreuzweise aufgetragen. Bei großen Flächen wird dem letzten Anstrich etwas pures Wasser beigegeben, damit der Grund nicht reißt. Eine Zugabe von 10 % Alaun zum Leimwasser macht den Leim wasserunlöslich. Ein Überstreichen des Leim-Kreide-Grundes mit vier bis sechsprozentiger Formalinlösung erfüllt denselben Zweck. Auf so präpariertem Malgrund kann mit wasserverdünnbaren Farben gemalt werden.
Halbölgrund, Halbkreidegrund oder Temperagrund:
Bei der Verwendung von Leinwand als Bildträger empfiehlt es sich, einen sogenannten Halbkreidegrund (eine wenig saugende und leicht glänzende Grundierung) zu verwenden, da der Kreidegrund auf flexiblen Bildträgern zu Rissbildung neigt. 1 Teil Kreidemehl und ein Teil Zinkweiß in Pulverform mischen und in einem Teil gelierte Leimtränke einrühren. Dann tropft man, unter ständigem Rühren, 1/4 bis 1/2 Teil Leinölfirnis bei. Abschließend wird das Gemisch mit einem Teil Wasser langsam streichfertig verdünnt. Oder man mischt je einen Teil Kreide und Zinkweiß mit abgekühlter Leimtränke und rührt unter Wärme vorsichtig einen Teil Leinölfirnis ein. Je mehr Leinölfirnis beigegeben wird, desto weniger saugt der Grund. Alaun oder Formalin fallen hier weg. Der Halbölgrund wird, wie der Leim-Kreide-Grund, auf vorgeleimte Leinwand aufgetragen, nachdem sie gut getrocknet ist. Die Anstriche erfolgen in Abständen von ungefähr 1/2 Stunde, wenn der vorangegangene Anstrich angezogen hat. Ein Halbölgrund trocknet ziemlich schnell und kann bereits anderntags bemalt werden. Je länger die Trockenzeit, umso besser der Grund.
Ölgrund: 
Der Ölgrund enthält eine höhere Zugabe von Leinölfirnis. Nach einem Anstrich mit Leimtränke folgen zwei dünne Grundierungsanstriche mit Halbölgrund, bestehend aus: einem Teil Kreide, einem Teil Zinkweiß, einem Teil abgekühlter Leimtränke und erst dann werden unter Wärme 1,5 bis 2 Teile Leinölfirnis vorsichtig eingerührt.
Steingrund:
Falls der Untergrund aus Holz ist, sollte man als erste Schicht einen Steingrund aufbringen, da sonst der Kreidegrund durch eventuell vorhandenes Harz ausbrechen könnte. Die Grundierung besteht aus Steinkreide, die feste und griffige Schichten ergibt. Gleichzeitig stabilisiert sie den Untergrund und schafft, durch ihre kristalline Struktur, eine gute Verbindung zum späteren Weißgrund. Für die Herstellung verwendet man 3 Teile Steinkreide auf 1,5 Teile Wasser. Diese Mischung lässt man über Nacht einsumpfen. Am nächsten Tag wird das überschüssige Wasser abgegossen. Als Bindemittel empfiehlt sich Hasenleim, da Knochenleim in hohen Konzentrationen sehr spröde wird. Das Mischungsverhältnis für den Leim beträgt 1 Teil Leim zu 1,5 Teilen Wasser. Nachdem er über Nacht gequollen ist, erhält man durch Erwärmung auf 60 °C im Wasserbad den aufgelösten Leim. Dieser wird nun mit dem Kreidebrei gleichmäßig gemischt und anschließend gesiebt. Im Hinblick auf die Neigung zur Rissbildung darf der Steingrund nicht zu dickflüssig sein. Bei Bedarf kann man ihn mit dünner Leimtränke versetzen. Den Auftrag führt man stupfend mit einem Anleger (Borstenpinsel) aus. Eine Stelle nacheinander zweimal zu bestupfen sollte vermieden werden, da sonst in der bereits angetrockneten Schicht Risse entstehen können. Die Verarbeitungstemperatur liegt bei 50–55 °C. Die Steingrundierung ist ausreichend, wenn eine gleichmäßige Schicht aufgetragen wurde (in der Regel ein bis zwei Aufträge). Holzoberfläche und Struktur sollten noch sichtbar sein. 

### Isolierung
Eine Isolierung verringert die saugende Wirkung des Kreidegrundes. Hierfür verwendet man verdünnte und dünn aufgetragene Leimtränke, Alkoholfirnis oder Harzfirnis.
Harzessenzfirnis:
Dazu wird ein Teil Dammarharz in drei Teilen rektifiziertem Terpentin gelöst, wobei man das Harz in Gazebeuteln in das Terpentin hängt, damit vorhandene Rückstände den Essenzfirnis nicht verunreinigen. Dieser Firnis findet universelle Verwendung. Den Künstlerfarben, speziell den Weißfarben, wird er als Sikkativersatz beigegeben. Auch wird er zum Isolieren des Leim-Kreide-Grundes benötigt, damit dieser wenig oder gar nicht mehr saugt. Dabei ist zu beachten, dass der Firnis möglichst dünn aufgetragen wird. Ferner wird er als Retuschierfirnis bei matten Flecken im Bild verwendet; dazu ist er mit 25 % Terpentin zu verdünnen. Blinde (matte) Stellen können auch mit verdünntem Dispersionsbinder vorgestrichen werden.

### Alternativen
Alternative Grundierungen wie hochwertige Fassadenfarbe für den Außenbereich oder Acrylbinder ergeben besonders gute Ergebnisse. Sie sind wesentlich elastischer, saugen aber nicht. Außenfassadenfarbe ist für extreme Witterungen konzipiert und passt sich optimal Luftfeuchtigkeits- und Temperaturschwankungen an. Acrylbinder kann mit weißem Pigment (Farbbrei mit Wasser) oder weißer Acrylfarbe eingefärbt werden. Unverdünnt sind die Anstriche besonders elastisch und haftend für nachfolgende Schichten. Heizkörperfarbe ist ein moderner Ölgrund, da sie elastisch und fettig ist. Spezielle Grundierungen aus dem Baumarkt eignen sich nur für starre Bildträger wie Holz oder Wände.

## Auftragen des Kreidegrundes
Nachdem das Werkstück getrocknet ist, kann nun der Grundauftrag in drei aufeinanderfolgenden Schritten erfolgen: „Stupfen“, „Anreiben“ und „Ausgrundieren“. Je nach Art der Bearbeitung und Werkstück werden unterschiedliche Grundierungsaufträge empfohlen. Für ein glattes Rahmenprofil genügen zweimal stupfen, zweimal anreiben und zweimal ausgrundieren. 
Beim sogenannten „Stupfen“ wird der handwarme, relativ dickflüssige Kreidegrund mit einem runden Borstenpinsel auf das Werkstück aufmassiert und im Anschluss vertupft. Wichtig ist, den Kreidegrund nicht zu dick aufzutragen. Durch das Stupfen entsteht eine vergrößerte Oberfläche, die dem anschließenden zweiten Auftrag eine gute Verankerungsmöglichkeit bietet.
Auf das Stupfen folgt das „Anreiben“. Der mit Leimtränke und Wasser verdünnte, handwarme Kreidegrund wird mit einem langhaarigen Borstenpinsel aufgetragen. Der Pinsel bleibt dabei immer in Kontakt mit der Fläche und es entsteht durch gleichmäßige wellige Pinselzüge (die Pinselstriche sollten noch erkennbar sein) eine belebte Fläche, die wiederum gute Verbindungsmöglichkeiten zur nächsten Grundierungsschicht bildet.
Mit dem „Ausgrund“, einem ebenfalls mit Leimtränke und Wasser verdünnten Kreidegrund, wird die dritte und letzte Grundierungsschicht hergestellt. Der Auftrag erfolgt mit einem weichen, langhaarigen Borsten- oder Haarpinsel „nass in nass“. Mit größtmöglicher Menge Kreidegrund im Pinsel wird das Werkstück überzogen. Auf einem Rahmen beginnt man dabei eher in der Mitte und zieht den Grund dann glatt nach außen. Mit maximal 5 % Zusatz von handelsüblichem Alkohol (Spiritus) kann das Fließverhalten optimiert werden.
Zusammenfassend ist beim Aufbau der Kreidegrundierung festzustellen, dass der Grundauftrag von Schicht zu Schicht dünner, die Leimkonzentration geringer und der Flüssigkeitsanteil höher wird. Zwischen allen Arbeitsgängen muss das Werkstück gut trocknen.

### Schleifen
Nach der letzten Trocknung ist die Grundierung ziemlich rau und sollte geschliffen werden. Dies kann nass oder trocken geschehen. Beim Nassschliff sollte das Sandpapier eine Körnung von 360 und beim Trockenschliff eine Körnung von 220 haben. Man kann aber auch Bimsstein verwenden. Bei ebenen Flächen legt man am besten Sandpapier um einen Holzklotz mit abgerundeten Kanten und schleift kreisend mit leichtem Druck. Handelt es sich um Leinwand auf Keilrahmen, sollten Pappstücke untergeschoben werden, damit sich die Rahmenkanten nicht durchdrücken. Ist die gewünschte Glätte erreicht, wird gründlich abgefegt. Hat man zu viel weggeschliffen, muss abermals grundiert und behutsam nachgeschliffen werden.